# Valentín Hernández Aldaeta
Valentín Hernández Aldaeta (Haro, provincia de Logroño, 1865 – Bilbao, provincia de Vizcaya, 11 de julio de 1920), periodista, tipógrafo y político socialista español.

## Biografía
Era miembro de la Agrupación Socialista de Bilbao y vocal de su Junta Directiva en enero de 1895. Fue el primer director de La Lucha de Clases desde su primer número (octubre de 1894) hasta 1898. Fue encarcelado en lugar de Miguel de Unamuno y desterrado en varias ocasiones por delitos de imprenta y opinión, por ejemplo, por las palabras pronunciadas en un mitin celebrado el 4 de julio de 1897 en el Casino de la calle del Ensanche de Bilbao en protesta por la inhabilitación de los concejales socialistas recién elegidos en dicha ciudad. A comienzos del siglo XX fue expulsado de la Agrupación Socialista de Bilbao, a pesar de las protestas de Indalecio Prieto. Fundó y dirigió el semanario satírico y anticlerical El Ruido publicado muy irregularmente entre 1900 y 1911. En 1915 trabajaba en la «Tipografía Española» de Bilbao y falleció allí el 11 de julio de 1920.

## Obras
- Los dos timos: zarzuela cómica en prosa, en un acto y tres cuadros.